# Русинистика
Русинистика је научна дисциплина у оквиру славистике, која се бави проучавањем културно-историјске баштине русинског народа, са посебним тежиштем на изучавању русинског језика и русинске књижевности. Иако је рад на проучавању русинског културно-историјског наслеђа започет већ током 19. века, русинске студије (лат. Studia Rusinica) су због сплета сложених историјских и политичких околности успеле да се конституишу као посебна академска дисциплина тек током друге половине 20. века.
У оквиру славистичких студија, русинистика се у неким образовним и научним установама изучава самостално, док се у другим центрима русински језик проучава у комбинацији са сродним источнословенским језицима. Главни русинистички центри налазе се у појединим европским државама у којима живе делови русинског народа, као и у страним срединама у којима постоји развијена традиција славистичких истраживања.
На међународном нивоу, преломну тачку у развоју русинистике означило је окупљање стручњака за русински језик и књижевност на првом међународном Конгресу русинског језика (Бардејов, 1992), након чега су уследила и нова конгресна заседања: друго у Прешову (1999), треће у Кракову (2007) и четврто поново у Прешову (2015).
Положај русинистике у оквиру славистике предмет је дуготрајних и сложених расправа и спорова између две струје, од којих прва сматра да су русинске студије по свему равноправне са осталим славистичким дисциплинама, док друга (украјинска) струја сматра да би русинистику требало третирати као саставни део украјинистике.

## Историја
Конституисање русинистике као посебне славистичке дисциплине било је условљено низом историјских и политичких околности, које су повезане са расправама и споровима о етничком идентитету Русина и статусу русинског језика у широј породици словенских језика. 
Пошто се русински народ све до 1918. године налазио у границама Аустроугарске монархије, развој русинских студија је у том периоду зависио првенствено од аустроугарске државне политике, која је према источнословенском становништву била изузетно рестриктивна, пошто су сва питања која су се односила на то становништво посматрана кроз призму сузбијања политичких и културних утицаја који су долазили из суседне царске Русије.
Значајне промене су наступиле након 1918. године, када се русински народ нашао подељен у неколико новонасталих држава, које су имале различит однос према решавању русинског питања, што се одразило и на развој русинских студија у тим државама. 
У циљу придобијања Русина, новопроглашена Мађарска Народна Република је крајем 1918. године озваничила стварање русинске аутономне области, која је добила назив Русинска Крајина, а почетком 1919. године на државном универзитету у Будимпешти установљен је и посебан одсек за русински језик и књижевност, који је расформиран већ 1924. године.
Русинске студије у Мађарској обновљене су 1992. године, када је установљена Катедра за украјинску и русинску филологију на Високој школи у граду Њиређхаза, а при тој установи је 1993. године покренута и зборничка едиција под насловом: Studia Ukrainica et Rusinica Nyíregyháziensia.
Сличне установе (катедре, центри, институти) за проучавање русинског језика и књижевности основане су крајем 20. и почетком 21. века у Словачкој и Пољској. 

## Русинистика у Србији
Први кораци у области проучавања русинске културно-историјске баштине на подручју бивше Југославије учињени су већ у периоду између два светска рата, али до конституисања русинистике као посебне академске дисциплине дошло је тек током седамдесетих и осамдесетих година 20. века. Пошто Русини у Србији говоре панонским наречјем русинског језика, истраживања су од почетка била усмерена првенствено ка проучавању тог наречја и локалног русинског културно-историјског наслеђа, које је такође сагледавано и у контексту ширег (општег) русинског корпуса. 
Главни центар проучавања русинске културно-историјске баштине у некадашњој Југославији и данашњој Србији, од почетка се налазио у Новом Саду, где је 1970. године основано Друштво за русински језик и књижевност (рсн. Дружтво за руски язик и литературу), које почевши од 1975. године издаје годишњак под насловом: Творчосц.
У међувремену, Микола Кочиш је 1971. године објавио Правопис русинског језика (рсн. Правопис руского язика), а три године касније објављена је и његова Граматика русинског језика (рсн. Ґраматика руского язика). Ови радови, упркос својим насловима, нису били посвећени русинском језику у целини, већ само панонском наречју русинског језика. 
Обичај да се радовима који су посвећени домаћем русинском наречју дају општи наслови који се односе на русински језик у целини, опстао је и касније међу русинистима у Србији, чак и у насловима капиталних издања. Тако је 1995. и 1997. године објављено двотомно лексикографско дело под насловом: Српско-русински речник, а потом је 2010. године објављен и русинско-српски речник. Међутим, ова дела се нису односила на русински језик у целини, већ само на домаће русинско наречје.
Стварање посебних академских јединица за проучавање русинског језика и књижевности започето је 1972. године, када је у оквиру тадашње катедре за Руски језик и књижевност на Филозофском факултету у Новом Саду установљен лекторат за русински језик. Потом је уследило кадровско ојачавање, које је текло упоредо са организационим променама (1975, 1979, 1981). Катедра за русински језик и књижевност, која је основана 1983. године на новосадском Филозофском факултету, прерасла је 2002. године у Одсек за русинистику.
Тиме су створени предуслови за значајно унапређивање рада на систематском изучавању русинског језика и књижевности. Почевши од 2017. године, при одсеку је покренут научни часопис под насловом: Русинистични студиï (срп. Русинистичке студије).
Међу русинистима у Србији такође је изражена подела на две струје, од којих прва посматра русинистику као самосталну славистичку дисциплину, док друга (коју предводи проф. др Јулијан Тамаш) посматра русинистику као огранак украјинистике.

## Терминологија
Појам русинистика (лат. Rusinistica), који означава русинске студије (лат. Studia Rusinica), поникао је у славистичким круговима, а потом је прихваћен и у широј научној јавности. Термин је у том облику прихваћен не само у словенским, већ и у несловенским језицима (енгл. Rusynistics), а назив русинског језика (енгл. Rusyn language) потврђен је на глобалном нивоу и од стране Међународне организације за стандардизацију (ISO).
Насупрот томе, у извесним круговима се појавила тенденција ка избегавању појмова који су изведени из ендонимских (изворних) назива, заснованих на русинском народном имену. Уместо тога, заговара се употреба другачијих термина, заснованих на архаичном појму Рутени, који је током историје имао веома широко значење и никада се није односио само на Русине, већ је обухватао и остале Источне Словене. Због своје вишезначности, рутенске одреднице представљају посебан терминолошки проблем и изазов за истраживаче у области славистичких студија.
Осврнувши се на поменута питања, најпознатији русински историчар и бивши председник Светског конгреса Русина, проф. др Павел Р. Магочи је изричито указао на неприкладност употребе рутенских одредница за означавање Русина у међународној терминологији.
Такве и сличне примедбе биле су изречене поводом извесних тенденција које су дошле до посебног изражаја током последњих година 20. и првих година 21. века, првенствено у радовима истакнутог слависте Александра Дуличенка и његових следбеника. Иако је стари латински појам "lingua ruthenica" у историјској и научној терминологији употребљаван за означавање ширег источнослчовенског језичког корпуса, Дуличенко је у низу радова формулисао тезу по којој се наводни "феномен lingua ruthenica" у савременом контексту своди на русински језик.
Таквом употребом опште рутенске одреднице, без икаквог ближег (конкретног) одређења, Дуличенко је створио додатну основу за афирмацију вишезначне егзонимске (стране) терминологије, која је још од раније форсирана и од стране разних антирусинских чинилаца, који су управо у рутенским одредницама препознали згодно средство за избегавање ендонимских (изворних) појмова, изведених из русинског народног имена. На ту опасност је већ током 1970-тих година указивао русински гркокатолички свештеник и писац Иван Сливка (1899—1986), који је у разним радовима упозоравао своје сународнике на опасност од наметања егзонимског (страног) назива Рутени.
Терминолошка рутенизација (енгл. Ruthenization) се на специфичан начин манифестовала и у појединим круговима у бившој Југославији, првобитно међу русинистима који су припадали про-украјинској струји. Као најзначајнији представник таквог усмерења међу русинистима у Србији, Јулијан Тамаш је већ током осамдесетих година 20. века путем наратива на страним језицима промовисао употребу рутенских одредница (Ruthenians, Ruthenian language), избегавајући на тај начин употребу међународних термина изведених из русинског народног имена (Rusyns, Rusyn language).
Такве тенденције су потом добиле и додатну димензију. У време обнове гркокатоличких установа у матичним русинским (карпатским) областима (1989), оживео је и стари спор између две гркокатоличке цркве (украјинске и русинске) око припадности Мукачевске гркокатоличке еоархије, која се налази под непосредном управом Рима. У склопу тог спора, обновљене су расправе о природи и опсегу рутенских одредница, које су по потреби тумачене у разним, ширим или ужим значењима. Управо у то време, руководство Друштва за русински језик и књижевност донело је одлуку да се уређивање домаћег русинског часописа Творчосц повери Јулијану Тамашу, након чега је поменути часопис почевши од двоброја 13-14 (1988-1989) преименован у Studia Ruthenica.
Тиме је био означен почетак терминолошке рутенизације, која се манифестовала у виду све чешћег избегавања употребе међународно признатог назива за русински језик (енгл. Rusyn language), уместо кога се у домаћим радовима на енглеском језику, који су били посвећени русинској тематици, почео промовисати термин рутенски језик (енгл. Ruthenian language). Тиме је постављена основа за настанак бројних терминолошких проблема, пошто се рутенске одреднице у међународној научној терминологији користе у далеко ширем контексту, који обухвата источнословенски корпус.
Уочивши проблем, мађарска слависткиња Андреа Тимеа Абоњи је 2012. године изричито нагласила да рутенске одреднице имају шире значење, које укључује и русинистику и украјинистику. Упркос томе, поједини русинисти из Србије су наставили да у радовима са русинском тематиком уместо међународно прихваћених термина за Русине (енгл. Rusyns) и русински језик (енгл. Rusyn language) промовишу знатно шире рутенске одреднице, што се потом одразило и на класификацију таквих радова у домаћој и међународној библиографској пракси.
Подвођењем радова са русинском тематиком под далеко шири предметни опсег рутенских одредница, замагљена је препознатљивост русинске тематике, што је у пракси представљало афирмацију спорног украјинског става о непризнавању народне посебности Русина. Препознавши проблем, русинисти из карпатских крајева су пружили отпор тој појави, определивши се за наставак употребе међународно признатих термина за русински језик.
Упркос томе, употреба рутенских одредница је у међувремену (под утицајем Дуличенкових концепција) прихваћена и од стране појединих русиниста који су припадали националној струји. У раним радовима, проф. др Михајло Фејса је као признати стручњак у области русинско-енглеских језичких односа, по правилу употребљавао међународно прихваћене термине, изведене из русинског народног имена (Rusyns, Rusyn language), али током времена су и у његовим радовима почеле преовлађивати опште рутенске одреднице (Ruthenians, Ruthenian language), што је 2020. године кулминирало његовим предлогом, који је управо уз подршку Дуличенка упућен Међународној организацији за стандардизацију (ISO), да се панонско-русинско наречје призна као посебан "рутенски језик" (под предложеним називом: енгл. Ruthenian language). .
Употреба рутенских одредница се у међувремену одомаћила и на Филозофском факултету у Новом Саду, за чију се Катедру за русиниски језик и књижевност, односно садашњи Одсек за русинистику, све ређе употребљавају одговарајући енглески термини (Rusyn language, Rusyn studies, Rusynistics), који су били уобичајени у ранијем периоду, већ се уместо њих у факултетској терминологији све чешће користе изрази "Ruthenian language" и "Ruthenian studies", иако се ти појмови у међународној терминологији не односе само на област русинистике, већ имају знатно шире значење, које се протеже на разне области источнословенских студија.
Сличне тенденције су преовладале и у руководству новосадског Друштва за русински језик, књижевност и културу, које је у сопственим публикацијама (у склопу садржаја на енглеском језику) првобитно употребљавало термине: Rusyns, Rusyn language, Rusyn literature, који су постепено замењени терминима: Ruthenians, Ruthenian language, Ruthenian literature.
Ова питања су добила додатну димензију након избијања украјинске кризе (2014) и неочекиваног опозива претходно усвојеног закона из 2012. године, којим је Украјина званично признала русински језик као један од регионалних и мањинских језика. Услед тих збивања, русинско питање је постало још сложеније, што се одразило и на положај русинистике као научне дисциплине, а такође и на односе између национално опредељених стручњака који се и даље залажу за очување русинистике као самосталне славистичке дисциплине и про-украјинских стручњака који се све одлучније залажу за потпуно укључивање русинистике у украјинистику. 
Такве тенденције су дошле до изражаја већ током 2015. године, приликом објављивања тематског зборника под насловом Русинистичке студије (рсн. Русинистични студиï), када је уредништво одлучило да упоредни наслов на енглеском језику не гласи Rusyn Studies или Rusynistics, већ је употребљен израз: Ruthenian Studies, а истоветна одлука је донета и приликом покретања истоименог часописа Русинистични студиï (2017), који је такође добио упоредни наслов: Ruthenian Studies. Иако је у оба случаја било наглашено да поменута издања неће бити подложна идеолошким или политичким утицајима, уредништва су у својим уводним напоменама пропустила да образложе одлуку о употреби рутенских уместо русинских одредница.
Иако је знатан део русиниста из Србије прихватио поменуто усмерење, већина њихових колега из матичних (карпатских) области није прихватила такву политику, што је довело до настанка терминолошке двојности, која је препознатљива управо у поменутом часопису (Русинистични студиï), тако да се у радовима већине русиниста из Србије (на енглеском језику) користе рутенске одреднице, док се у радовима њихових колега из карпатских области и даље користе појмови засновани на међународно признатим терминима за Русине, русински језик и русинску књижевност (Rusyns, Rusyn language, Rusyn literature).
Крајем 2020. године, заговорници промовисања "рутенских" одредница у међународној терминологији упутили су званичан захтев Међународној организацији за стандардизацију (ISO), затраживши да се поред већ признатог русинског језика, који под шифром ISO 639-3 (rue) обухвата сва русинска наречја, изврши и додатно признање потпуно новог словенског језика, под предложеним називом: "рутенски језик" (енгл. Ruthenian language), који би обухватао само досадашње панонско наречје русинског језика. Уколико буде усвојен, поменути захтев ће довести до поделе садашњег јединственог русинског језика на два посебна и потпуно одвојена језика.
Посебну занимљивост поменутог предлога представља изричито позивање предлагача на модел који је примењен приликом ISO озваничења српског и херватског језика, односно бошњачког и црногорског језика. Повлачећи аналогију са језицима Срба, Хрвата, Бошњака и Црногораца, који се сматрају посебним народима те стога имају и сопствене језике, предлагачи су створили простор за обликовање имплицитних тумачења по којима би и Русине који говоре панонско-русинским наречјем, а за које се тражи статус посебног језика, требало сматрати посебним народом у односу на Русине који говоре карпатско-русинским наречјем?
Насупрот свим поменутим настојањима, Национални савет русинске националне мањине је као највиши орган русинског народа у Србији, својим статутом из 2010. године прописао (члан 6.), а потом и потврдио (2014. и 2018. године), да назив на енглеском језику гласи, дословно: National Council of the Rusyn National Minority. Том статутарном одредбом, енглески назив за русинску националну мањину (енгл. Rusyn National Minority) дефинисан је путем употребе међународно признати одредница за русински народ и језик (енгл. Rusyns, Rusyn language), које се односе на јединствени русински народ и русински језик у целини.